# 2024年のサッカー
2024年のサッカーでは、2024年のサッカー関連の出来事をまとめる。
2023年のサッカー - 2024年のサッカー - 2025年のサッカー

## できごと

### 1月
- 6日 - 【JFA・JUWFA】第32回全日本大学女子サッカー選手権大会決勝が味の素フィールド西が丘で行われ、山梨学院大学（関東第1・山梨）が早稲田大学（関東第2・東京）に延長戦の末に3－2で勝利し初優勝[1]。
- 7日 - 【JFA・高体連】第32回全日本高等学校女子サッカー選手権大会決勝がノエビアスタジアム神戸で行われ、藤枝順心高校（東海第1・静岡）が十文字高校（関東第2・東京）を3－0で下し2年連続7回目の優勝[2][3]。
- 8日 - 【JFA・高体連】第102回全国高等学校サッカー選手権大会決勝が行われ、青森山田(青森）が近江（滋賀）を3-1で下し2年ぶり4回目の優勝[4]。
- 15日(現地時間) - 【FIFA】ザ・ベスト・FIFAフットボールアウォーズがイギリスのロンドンで行われ、年間最優秀選手賞にリオネル・メッシが2年連続史上最多の8回目の受賞[5]。
- 19日 - 【Jリーグ】J2・V・ファーレン長崎はファビオ・カリーレ 監督がブラジル・サントスFCと2重契約した件でサントスFCとファビオ・カリーレとコーチ3人をFIFAに提訴することを決定[6]。
- 22日 - 【Jリーグ】JリーグとDAZNは2024年、2025年のJ3リーグの放映権契約の締結に合意したことを発表[7]。
- 27日 - 【JFA】皇后杯 JFA 第45回全日本女子サッカー選手権大会決勝がヨドコウ桜スタジアムで行われ、INAC神戸レオネッサと三菱重工浦和レッズレディースは1－1で延長戦でも決着が付かず、PK戦の末、神戸が浦和を6－5で下し、7大会ぶり7回目の優勝[8]。

### 2月
- 4日 - 香港でのインテル・マイアミCFと香港選抜との親善試合にリオネル・メッシが出場しなかったことにより、観客は激しいブーイングを飛ばし、チケット代の返金を要求した[9][10]。
- 8日
  - 【WEリーグ】ノジマステラ神奈川相模原は菅野将晃監督の解任を発表[11]。
  - 【Jリーグ】JリーグとNTTドコモは2024明治安田J3リーグおよび2024J2昇格プレーオフについて放映権契約の締結に合意したことを発表。これによりLeminoで毎節3試合を無料配信を行う予定[12]。
- 10日（現地時間）-【AFC】AFCアジアカップ2023決勝がカタール・ルサイルのルサイル・スタジアム行われ、カタールがヨルダンを3-1で下し、2大会連続2回目の優勝[13]。
- 11日（現地時間） -【CAF】アフリカネイションズカップ2023決勝がコートジボワール・アビジャンのスタッド・アラサン・ワタラで行われ、コートジボワールがナイジェリアに3-1で下し、4大会ぶり3回目の優勝[14]。
- 15日 - 【Jリーグ】J2・V・ファーレン長崎はファビオ・カリーレ 監督とコーチ3人との契約終了とFIFAへの提訴が完了したことを発表[15]。また下平隆宏 ヘッドコーチの監督就任も併せて発表[16]。
- 17日 - 【JFA・Jリーグ】FUJIFILM SUPER CUP2024が国立競技場で行われ、川崎フロンターレがヴィッセル神戸に0 - 1で勝利し、3年ぶり3回目の優勝[17]。
- 27日 - 【Jリーグ・JFL】この日行われたJリーグ理事会でJリーグ入会条件に『ホーム2,000人を超えていること かつ 年間入場料収入が10百万円を超えていること』が加えられることが決定。入場者数2,000人超は2年ぶりの復活[18]。
- 28日 - 【AFC・IOC】パリ五輪女子サッカーアジア最終予選・第2戦が国立競技場で行われ、日本が北朝鮮に2-1で勝利、2戦合計でも2-1で勝利して、2大会連続6回目の出場が決定[19]。

### 3月
- 16日（現地時間） - 【AFC】AFC U20女子アジアカップ2024決勝がウズベキスタン・タシュケントのJARスタジアムで行われ、北朝鮮が日本に2-1で勝利し、7大会ぶり2回目の優勝[20]。
- 22日 - 【AFC】26日に北朝鮮・平壌の金日成競技場で開催予定だった2026 FIFAワールドカップ・アジア2次予選・グループB・北朝鮮 vs 日本戦は北朝鮮側が日本で拡大の劇症型溶血性レンサ球菌感染症を警戒して、平壌開催を中止。中立国での開催検討も試合中止を発表[21][22]。
- 31日 - 【Jリーグ】J2・徳島ヴォルティスは吉田達磨 監督の解任を発表[23]。

### 4月
- 2日（現地時間） - 【FIFA】FIFA規律委員会は3月26日に行われる予定だった2026 FIFAワールドカップ・アジア2次予選・グループB北朝鮮 vs 日本戦の扱いについて0-3で北朝鮮の敗戦として没収試合とすることを決定[24]。さらに朝鮮民主主義人民共和国サッカー協会に対し、1万スイスフランの罰金支払いを命ずることも決定[25]。
- 3日 - 【WEリーグ】マイナビ仙台レディースは須藤茂光 監督の辞任と後任の監督に須永純 GKコーチの就任をそれぞれ発表[26]。
- 14日（現地時間） - 【ブンデスリーガ】ブンデスリーガ第29節で1位レバークーゼンはブレーメンに5-0で勝利して初優勝が決定[27]。
- 22日（現地時間） - 【セリエA】セリエA第33節で1位インテルは2位ミランとのミラノダービーに2-1で勝利して3シーズンぶり20回目の優勝[28]。
- 28日（現地時間） - 【リーグ・アン】リーグ・アン第27節で1位パリ・サンジェルマンはル・アーヴルに3-3で引き分け、2位モナコがリヨンに2-3で敗れたことで3シーズン連続12回目の優勝が決定[29]。
- 29日（現地時間） - 【AFC】AFC U23アジアカップ2024準決勝で日本はイラクに2-0で勝利して8大会連続12回目のオリンピック出場が確定[30]。

### 5月
- 3日（現地時間） - 【AFC】AFC U23アジアカップ2024決勝がカタール・ドーハのジャシム・ビン・ハマド・スタジアムで行われ、日本はウズベキスタンに1-0で勝利し、4大会ぶり2回目の優勝[31]。
- 4日
  - 【Jリーグ】J2・水戸ホーリーホックは濱崎芳己監督の解任を発表[32]。
  - （現地時間）【ラ・リーガ】ラ・リーガ第34節で1位レアル・マドリードはカディスに3-0で勝利し、2位バルセロナがジローナに2-4で敗れたことで2シーズンぶり36回目の優勝が決定[33]。
- 5日 - 【Jリーグ】J2・徳島ヴォルティスは暫定監督だった増田功作 ヘッドコーチの監督就任を発表[34]。
- 8日 - 【Jリーグ】
  - J2・ザスパ群馬は大槻毅 監督が5月6日付で契約解除と後任の監督に武藤覚 ヘッドコーチの就任をそれぞれ発表[35][36]。
  - J3・いわてグルージャ盛岡は中三川哲治 監督がヘッドコーチに回り、後任の監督に神野卓哉 ゼネラルマネージャー兼強化部長の就任を発表[37]。
- 9日 - 【Jリーグ】J2・水戸ホーリーホックは後任の監督に森直樹 ディベロップメントコーチの就任を発表[38]。
- 10日 - 【AFC】2023 AFC女子クラブ選手権決勝が浦和駒場スタジアムで行われ、三菱重工浦和レッズレディースが韓国WKリーグの仁川現代製鉄レッドエンジェルズを2-1で勝利して優勝[39]。
- 12日 - 【WEリーグ】WEリーグ第20節で2位INAC神戸レオネッサはジェフユナイテッド千葉レディースに1-2で敗れて、残り2試合で試合の無かった1位三菱重工浦和レッズレディースとの勝ち点差が7のまま逆転の可能性がなくなったため、三菱重工浦和レッズレディースの2シーズン連続2回目の優勝が決定[40]。
- 14日 - 【Jリーグ】J2・栃木SCは田中誠 監督の契約解除を発表[41]。
- 15日 - 【Jリーグ】J2・栃木SCは後任の監督に小林伸二 前ギラヴァンツ北九州監督の就任を発表[42]。
- 19日（現地時間）【プレミアリーグ】プレミアリーグ第38節で1位マンチェスター・シティはウェストハムで勝利して、4シーズン連続10回目の優勝が決定[43]。
- 22日（現地時間） - 【UEFA】UEFAヨーロッパリーグ 2023-24 決勝がアイルランド・ダブリンのダブリン・アリーナで行われ、アタランタがレバークーゼンを3-0で勝利して、初優勝[44]。
- 25日
  - （現地時間） - 【UEFA】UEFA女子チャンピオンズリーグ 2023-24決勝戦がスペイン・ビルバオのサン・マメスで行われ、バルセロナがリヨンを2-0で勝利し、2シーズン連続3回目の優勝を達成[45]。国内リーグ・カップ戦合わせてシーズン4冠を達成[46]。
  - （現地時間） - 【AFC】AFCチャンピオンズリーグ2023/24 決勝第2戦がアラブ首長国連邦・アル・アインのハッザーア・ビン・ザーイド・スタジアムで行われ、アル・アインFCが横浜F・マリノスに5-1で、2戦合計でも6-3で勝利して、21年ぶり2回目の優勝[47]。
- 26日 - 【Jリーグ】J2・鹿児島ユナイテッドFCは大島康明 監督の解任を発表[48]。
- 28日 - 【Jリーグ】J2・鹿児島ユナイテッドFCは後任の監督に浅野哲也 元監督の復帰を発表[49]。

### 6月
- 1日（現地時間） - 【UEFA】UEFAチャンピオンズリーグ 2023-24 決勝がイングランド・ロンドンのウェンブリースタジアムで行われ、レアル・マドリードがボルシア・ドルトムントに2-0で勝利して、2シーズンぶり15回目の優勝[50]。
- 19日 - 【Jリーグ】J3・SC相模原は戸田和幸監督の解任を発表[51]。
- 26日 - 【Jリーグ】J3・SC相模原は後任の監督にシュタルフ悠紀 前U-20タイ代表監督の就任を発表[52]。
- 27日 - 【Jリーグ】J3・FC岐阜は上野優作監督の辞任を発表[53]。

### 7月
- 2日 - 【Jリーグ】J2・ヴァンフォーレ甲府は篠田善之 監督との契約解除と後任の監督に大塚真司 コーチの就任をそれぞれ発表[54][55]。
- 10日 - 【JFA】この日行われる予定だった天皇杯 JFA 第104回全日本サッカー選手権大会 3回戦 JAPANサッカーカレッジ vs. レノファ山口FC戦（維新みらいふスタジアム）が雷雨のため、開催延期[56]。7月17日に改めて開催予定[57]。
- 14日（現地時間） 
  - 【UEFA】UEFA EURO 2024決勝がドイツベルリン・オリンピアシュタディオンで行われ、スペインがイングランドに2-1で勝ち3大会ぶり4回目の優勝。 [58]。
  - 【CONMEBOL】コパ・アメリカ2024決勝がアメリカ合衆国フロリダ州ハードロック・スタジアムで行われアルゼンチンが延長の末1-0でサッカーコロンビア代表に勝ち2大会連続16回目の優勝。[59]。
- 16日 - 【Jリーグ】J1・横浜F・マリノスはハリー・キューウェル 監督との契約解除を発表。7月15日付[60]。
- 17日 - 【ブンデスリーガ】　女性に性的暴行を加えたとして、警視庁は元日本代表で今シーズンからドイツブンデスリーガ1.FSVマインツ05への移籍が決まっていた佐野海舟容疑者ら3人を不同意性交等罪容疑で逮捕。[61]。
- 31日 - 【JFA・JCUF】 日本クラブユースサッカー選手権 (U-18)大会決勝が味の素フィールド西が丘で行われ。ガンバ大阪ユースが3-2で川崎フロンターレU-18を降し2年連続5回目の優勝。[62]。

### 8月
- 3日  - 【JFA・高体連】全国高等学校総合体育大会男子決勝がJヴィレッジスタジアムで行われ、昌平（埼玉）が神村学園（鹿児島）を3－2で降し初優勝[63]。一方女子決勝は北海道日鋼室蘭スポーツパークで行われ藤枝順心（静岡）が大商学園（大阪)を2-0で降し2年連続3回目の優勝。[64]。
- 6日 - 【Jリーグ・WEリーグ】J3・大宮アルディージャとWEリーグ・大宮アルディージャVENTUSを運営するエヌ・ティ・ティ・スポーツコミュニティ株式会社が発行する全株式をレッドブル・ゲーエムベーハーとNTT東日本との間で株式譲渡契約を締結したことを発表[65]。
- 7日 - 【Jリーグ】この日行われる予定だった明治安田J1リーグ第25節・浦和レッズ vs. 柏レイソル（埼玉スタジアム2002）は雷雨のため開催中止を発表[66]。
- 9日
  - 【Jリーグ】J1・サガン鳥栖が川井健太 監督との契約解除と後任の監督に木谷公亮 テクニカルダイレクターの就任をそれぞれ発表[67][68]。
  - （現地時間）【FIFA・IOC】パリオリンピックサッカー男子決勝がフランス・パリのパルク・デ・プランスで行われ、スペインがフランスに延長戦の末、5 - 3で勝利して8大会ぶり2回目の優勝[69]。
- 10日（現地時間） - 【FIFA・IOC】パリオリンピック・女子決勝パリオリンピックサッカー競技・女子決勝がフランス・パリのパルク・デ・プランスで行われアメリカ合衆国が1-0でブラジルを降し3大会ぶり5回目の優勝。[70]。
- 14日（現地時間） - 【UEFA】2024 UEFAスーパーカップがポーランド・ワルシャワのワルシャワ国立競技場で行われ、レアル・マドリードがアタランタに2-0で勝利して、2年ぶり6回目の優勝[71]。
- 18日 - 【Jリーグ】J3・いわてグルージャ盛岡は神野卓哉 監督が兼任しているGM兼強化部長に退き、後任の監督に星川敬 前Y.S.C.C.横浜監督の就任を発表[72]。
- 21日 - 【JFA】日本サッカー協会は女子日本代表の池田太監督が契約満了に伴い退任することを発表[73]。
- 24日 - 【Jリーグ】この日行われた明治安田J1リーグ第28節 浦和レッズ vs. 川崎フロンターレ（埼玉スタジアム2002）は前半終了時点で雷雨のため中止[74]。また明治安田J3リーグ第25節 AC長野パルセイロ vs. 大宮アルディージャ（長野Uスタジアム）は後半途中で雷雨のため中止[75]。
- 25日 - 【Jリーグ】この日行われる予定だった明治安田J3リーグ第25節・カマタマーレ讃岐 vs. 福島ユナイテッドFC（Pikaraスタジアム）は雷雨のため開催中止を発表[76]。
- 27日 - 【Jリーグ】J1・浦和レッズはペア・マティアス・ヘグモ 監督との契約を8月26日付で解除し、後任の監督にマチェイ・スコルジャ 前監督の就任をそれぞれ発表[77][78]。
- 29日 - 【Jリーグ】台風10号接近の影響で8月31日に行われる予定だった明治安田J1リーグ第29節 京都サンガF.C. vs 鹿島アントラーズと明治安田J2リーグ第29節 徳島ヴォルティス vs 清水エスパルスの開催中止を発表[79][80]。
- 30日 - 【Jリーグ】台風10号接近の影響で8月31日に行われる予定だった明治安田J1リーグ第29節 名古屋グランパス vs アルビレックス新潟、ジュビロ磐田 vs 横浜F・マリノス、セレッソ大阪 vs ガンバ大阪の開催中止を発表[81][82][83]。

### 9月
- 4日 - 【Jリーグ】J3・奈良クラブはフリアン・マリン・バサロ監督の解任と後任の監督に中田一三 清水エスパルスプレイヤーデベロップメントコーチの就任をそれぞれ発表[84][85]。
- 5日 - 【JFL】ラインメール青森は柴田峡 監督が選手・スタッフへの暴言やパワーハラスメントがあったことを明らかにし、4試合（第18節（9月1日）～第21節（9月22日））のベンチ入り禁止及び自宅謹慎と制裁金を科したことを発表[86]。
- 20日 - 【Jリーグ】J3・FC岐阜は暫定監督だった天野賢一ヘッドコーチが正式に監督に就任したことを発表[87]。
- 22日（現地時間） - 【FIFA】2024 FIFA U-20女子ワールドカップ決勝が コロンビア・ボゴタのエル・カンピンで行われ、 北朝鮮が 日本に1 - 0で勝利し、3大会ぶり3回目の優勝[88]。
- 24日 - 【Jリーグ】
  - この日行われた理事会で2025年シーズンにJ3クラブライセンスの申請があった全7クラブに交付することを決定。栃木シティFCには初交付。また高知ユナイテッドSCは2年ぶりにJ3クラブライセンスを交付[89]。また2025年シーズンのJ1・J2クラブライセンスの審査結果が発表。FC大阪は新たにJ2クラブライセンスを取得。またAC長野パルセイロは停止条件付きとしてJ2クラブライセンスを交付[90]。
  - この日行われた理事会で1999年から続いていた『プロABC契約』の2026年シーズンから撤廃を決定。またプロ契約締結初年度の上限基本報酬を1200万円に加え、新たに下限報酬も設定し、J1リーグ：480万円・J2リーグ：360万円・J3リーグ：240万円とすることも決定[91]。
- 27日 - 【JFL】ソニー仙台FCが2024年末で活動停止し、JFLから退会することを発表[92]。
- 28日 - 【Jリーグ】明治安田J2リーグ第33節で17位の大分トリニータが藤枝MYFCに2-0で勝利して勝ち点を36とし、試合の無かった20位ザスパ群馬の勝ち点が17で残り6試合全勝しても大分の勝ち点に届かないため、群馬のJ3降格圏である18位以下が確定し、2017年以来8年ぶり2度目のJ3降格が決定[93]。
- 29日 - 【なでしこリーグ】プレナスなでしこリーグ2部第18節で1位岡山湯郷BelleがSEISA OSAレイア湘南FCに5-0で勝利してL・リーグ時代2部の2004年以来20年ぶり2度目の優勝と2025年シーズンのなでしこリーグ1部への自動昇格が決定[94]。

### 10月
- 6日 - 【Jリーグ】J1・鹿島アントラーズはランコ・ポポヴィッチ 監督を解任したことを発表[95]。
- 9日 - 【Jリーグ】J1・鹿島アントラーズは後任の監督に中後雅喜 コーチの就任を発表[96]。
- 12日 - 【なでしこリーグ】プレナスなでしこリーグ1部第21節で2位ニッパツ横浜FCシーガルズが静岡SSUボニータに3-0で敗れて、この日試合の無かった1位ヴィアマテラス宮崎の初優勝が決定[97]。
- 13日 - 【Jリーグ】明治安田J3リーグ第32節で大宮アルディージャは福島ユナイテッドFCに3-2で勝利して、J3・2位以内を確定して1年でのJ2昇格が決定[98]。
- 19日 - 【Jリーグ】
  - 明治安田J3リーグ第33節で1位大宮アルディージャは2位FC今治と1-1の引き分けとなり、残り5試合で今治が大宮を勝ち点で上回れないことが確定したため、大宮アルディージャのJ3初優勝が決定[99]。
  - 明治安田J1リーグ第34節で20位サガン鳥栖は17位京都サンガF.C.に2-0で敗れて16位柏レイソルが引き分けて15位湘南ベルマーレも勝って、残り4試合で鳥栖が全勝しても17位に届かないため、サガン鳥栖の18位以下が確定となり初のJ2降格が決定。鳥栖のJ2は2011年以来14年ぶり[100]。
- 27日 - 【Jリーグ】明治安田J2リーグ第36節で清水エスパルスは栃木SCに1-0で勝利して、J1自動昇格条件のJ2・2位以内が確定し、3年ぶり2回目のJ1昇格が決定。一方敗れた18位栃木SCは17位大分トリニータがブラウブリッツ秋田に勝利したため、残り2試合全勝しても17位に届かないため、栃木SCの18位以下が確定し、2017年以来8年ぶり2度目のJ3降格が決定[101]。また19位鹿児島ユナイテッドFCはV・ファーレン長崎に4-1で敗れたため、鹿児島ユナイテッドFCの18位以下が確定し、僅か1年で2度目のJ3降格が決定[102]。
- 28日 （現地時間） - 【フランス・フットボール】 2024年のバロンドールにマンチェスター・シティのロドリが初受賞[103]。女子はFCバルセロナ・フェメニのアイタナ・ボンマティが2年連続2度目の受賞[104]。

### 11月
- 2日 - 【Jリーグ】2024JリーグYBCルヴァンカップ決勝が国立競技場で行われ、3‐3のまま延長でも決着付かずPK戦の末、名古屋グランパスがアルビレックス新潟を5ー4で降し3年ぶり2回目の優勝[105]。
- 3日
  - 【Jリーグ】
    - 明治安田J2リーグ第37節で1位清水エスパルスはいわきFCに1-0で勝利し、2位横浜FCが栃木SCに0-0で引き分けたため、清水エスパルスのJ2リーグ初優勝[106]。
    - 明治安田J3リーグ第35節で20位いわてグルージャ盛岡はツエーゲン金沢と1-1の引き分けで残り3試合で19位Y.S.C.C横浜との勝ち点差が10となったため、いわてグルージャ盛岡の最下位が確定。なおJFLでJ3加盟条件を満たすクラブが現時点で決まっていないため、降格については未定[107]。

  - （現地時間）【FIFA】2024 FIFA U-17女子ワールドカップ決勝が ドミニカ共和国・サントドミンゴのエスタディオ・オリンピコ・フェリックス・サンチェスで行われ、 北朝鮮と スペインは1-1でPK戦の末、北朝鮮が4-3で勝利し、3大会ぶり3回目の優勝[108]。
- 6日 - 【Jリーグ】J3・大宮アルディージャは2025年よりチーム名をRB大宮アルディージャに変更することを発表[109]。
- 10日 - 【Jリーグ】
  - 明治安田J2リーグ第38節で2位横浜FCはレノファ山口FCと0-0となり、1年での通算4回目のJ1昇格が決定[110]。また3位V・ファーレン長崎、4位モンテディオ山形、5位ファジアーノ岡山、6位ベガルタ仙台がJ1昇格プレーオフに進出[111]。
  - 明治安田J3リーグ第36節で2位FC今治はガイナーレ鳥取に5-0で勝利して初のJ2昇格が決定[112]。
- 14日 - 【Jリーグ】JリーグとNTTドコモはNTTドコモの映像配信サービスLeminoにて2025明治安田J3リーグおよび2025J2昇格プレーオフの全試合配信することを発表[113]。
- 17日
  - 【JFL】JFL第29節で1位栃木シティFCがアトレチコ鈴鹿クラブに6-0で勝利し、JFL初優勝が決定。または栃木シティFCはJ3入会条件であるホームゲームで1試合平均入場者数2000人以上を達成。年間入場料収入が1000万円超えも達成したため、J3入会が決定[114]。これによりJ3・20位が確定していたいわてグルージャ盛岡の初のJFL降格も併せて決定[115]。また2位高知ユナイテッドSCも既にJ3入会条件であるホームゲームで1試合平均入場者数2000人以上を達成。年間入場料収入が1000万円超えも達成したため、J3・JFL入れ替え戦出場が決定[116]。
  - 【Jリーグ】明治安田J3リーグ第37節で19位Y.S.C.C.横浜がテゲバジャーロ宮崎に3-2で敗れたため、J3・JFL入れ替え戦出場が決定[116]。
- 23日 - 【JFA】 天皇杯 JFA 第104回全日本サッカー選手権大会の決勝が国立競技場で行われ、ヴィッセル神戸がガンバ大阪に1-0で勝利して、5大会ぶり2回目の優勝[117]。
- 24日
  - 【Jリーグ】
    - 明治安田J3リーグ第38節の結果、3位カターレ富山、4位松本山雅FC、5位福島ユナイテッドFC、6位FC大阪がJ2昇格プレーオフに進出[118]。
    - 同じく明治安田J3リーグ第38節で2024シーズンをもって現役引退のアスルクラロ沼津の伊東輝悦が松本山雅FC戦の後半アディッショナルタイムに途中出場し、50歳2か月24日のJ3リーグ最年長記録を更新[119]。

  - 【JFL】
    - JFL第30節で勝ち点22の15位ミネベアミツミFCはブリオベッカ浦安に0-1で敗れ、同じく勝ち点22の16位横河武蔵野FCはHonda FCと1-1の引分けとなり、この結果ミネベアミツミFCがJFL16位となり、JFL・地域入れ替え戦に回ることが決定[120]。
    - 同じくJFL第30節でアトレチコ鈴鹿の三浦知良がFCマルヤス岡崎戦に後半27分から途中出場し、自らのJFL最年長記録を57歳272日に更新[121]。

  - 【JFA・全社】全国地域サッカーチャンピオンズリーグ2024で飛鳥FCが初優勝し、初のJFL昇格が決定。また準優勝のVONDS市原はJFL・16位のミネベアミツミFCとのJFL・地域リーグ入れ替え戦に進出することも決定[122]。
- 30日 - 明治安田J1リーグ第37節で17位柏レイソルはヴィッセル神戸と1-1の引き分けでこの日試合の無かった19位北海道コンサドーレ札幌とこの日ガンバ大阪に負けた16位アルビレックス新潟、柏レイソルと勝ち点差が7となり、残り2試合全て勝っても追いつかないことが確定したため、北海道コンサドーレ札幌のJ2降格が決定。札幌のJ2は2016年以来9年ぶり通算5回目[123]。

### 12月
- 1日
  - 【Jリーグ】
    - J1昇格プレーオフ準決勝で6位ベガルタ仙台が3位V・ファーレン長崎に4-1で、5位ファジアーノ岡山が4位モンテディオ山形に3-0でそれぞれ勝利して決勝進出[124]。
    - J2昇格プレーオフ準決勝で3位富山は6位FC大阪と1-1の引き分けでリーグ戦上位の富山が決勝進出[125]。また4位松本山雅FCは5位福島ユナイテッドFCと1-1の引き分けでリーグ戦上位の松本が決勝進出[126]。

  - 【Jリーグ・JFL】J3・JFL入れ替え戦第1戦がPikaraスタジアムで行われ、高知ユナイテッドSCとY.S.C.C.横浜は1-1の引き分け[127]。
  - 【JFL・地域】JFL・地域リーグ入れ替え戦が宮崎市のひなた宮崎県総合運動公園 ひなた陸上競技場で行われ、ミネベアミツミFCがVONDS市原に1-0で勝利してJFL残留が決定[128]。
- 5日 - 【JFL】この日行われたJFL理事会で全国地域サッカーチャンピオンズリーグ2024で優勝した飛鳥FCとJ3から自動降格のいわてグルージャ盛岡の2025年度JFL入会を正式に承認[129]。
- 7日
  - 【Jリーグ】
    - J1昇格プレーオフ決勝がシティライトスタジアムで行われ、5位ファジアーノ岡山が6位ベガルタ仙台に2-0で勝利して初のJ1昇格[130]。
    - J2昇格プレーオフ決勝が富山県総合運動公園陸上競技場で行われ、3位カターレ富山は4位松本山雅FCと2-2の引き分けでリーグ戦上位の富山が2度目のJ2昇格。富山のJ2は2014年以来11年ぶり[131]。

  - 【Jリーグ・JFL】J3・JFL入れ替え戦第2戦がニッパツ三ツ沢球技場で行われ、高知ユナイテッドSCがY.S.C.C.横浜に2-0で勝利。2戦合計でも3-1で勝利して、初のJリーグ入会（J3昇格）が決定。一方Y.S.C.C.横浜はJリーグ退会（JFL降格）。Y.S.C.C.横浜のJFLは2013年以来12年ぶり[132][133]。
- 8日 - 【Jリーグ】明治安田J1リーグ第38節で1位ヴィッセル神戸が湘南ベルマーレに3-0で勝利し、2年連続2回目の優勝[134]。また18位ジュビロ磐田はサガン鳥栖に3-0で敗れて、1年でJ2降格。磐田のJ2降格は通算4回目[135]。
- 11日（現地時間） - 【FIFA】2030年に行われるFIFAワールドカップの開催地をモロッコ、ポルトガル、スペインの共催。また2034年に行われるFIFAワールドカップの開催地をサウジアラビアでそれぞれ開催されることが決定[136]。
- 12日
  - 【JFA】
    - 2028年ロサンゼルスオリンピックを目指すU-23サッカー日本代表監督に大岩剛が前回パリオリンピック代表から引き続き続投することを承認[137]。
    - サッカー日本女子代表（なでしこジャパン）の新監督にデンマークのニルス・ニールセンが就任することを承認[138]。
- 17日（現地時間） - 【FIFA】ザ・ベスト・FIFAフットボールアウォーズがカタールのドーハで行われ、年間最優秀選手賞にヴィニシウスが初受賞[139]。
- 18日（現地時間） - 【FIFA】FIFAインターコンチネンタルカップ決勝が カタール・ルサイルのルサイル・スタジアムで行われて、レアル・マドリードがパチューカに3-0で勝利して、インターコンチネンタルカップ初代王者[140]。
- 21日 - 【JFL】5日に行われたJFL理事会で2026年からJリーグと同じく秋春制に移行することを承認したことをこの日発表[141]。
- 29日 - 【WEリーグ】2024-25 WEリーグ・クラシエカップ・決勝が東京・国立競技場で行われて、サンフレッチェ広島レジーナがINAC神戸レオネッサに1-0で勝利して2年連続2回目の優勝[142]。

## ナショナルチームによる国際大会
AFCアジアカップ2023
- 1月12日 - 2月10日（ カタール）
  -  カタール（2大会連続2回目）

アフリカネイションズカップ2023
- 1月13日 - 2月11日（ コートジボワール）
  -  コートジボワール（4大会ぶり3回目）

UEFA EURO 2024
- 6月14日 - 7月14日（ ドイツ）
  -  スペイン（3大会ぶり4回目）

コパ・アメリカ2024
- 6月20日 - 7月14日（ アメリカ合衆国）
  -  アルゼンチン(2大会連続16回目）

### 年代別代表
AFC U23アジアカップ2024
- 4月15日 - 5月3日（ カタール）
  -  日本（4大会ぶり2回目）[31]

パリオリンピックサッカー男子
- 7月24日 - 8月9日（ フランス）
  -  スペイン（8大会ぶり2回目）

### 女子
AFC U20女子アジアカップ2024
- 3月6日 - 16日（ ウズベキスタン）
  -  北朝鮮（7大会ぶり2回目）

AFC U17女子アジアカップ2024
- 5月6日 - 19日（ インドネシア）
  -  北朝鮮（2大会ぶり4回目）

パリオリンピックサッカー女子
- 7月25日 - 8月10日（ フランス）
  -  アメリカ合衆国（3大会ぶり5回目）

2024 FIFA U-20女子ワールドカップ
- 8月31日 - 9月22日（ コロンビア）
  -  北朝鮮（3大会ぶり3回目）

2024 FIFA U-17女子ワールドカップ
- 10月16日 - 11月3日（ ドミニカ共和国）
  -  北朝鮮（3大会ぶり3回目）

### ビーチサッカー
2024 FIFAビーチサッカーワールドカップ
- 2月15日 - 25日（ アラブ首長国連邦）
  -  ブラジル（3大会ぶり6回目）

### フットサル
2024 AFCフットサルアジアカップ
- 4月17日 - 28日（ タイ）
  -  イラン（2大会ぶり13回目）

2024 FIFAフットサルワールドカップ
- 9月14日 - 10月6日（ ウズベキスタン）
  -  ブラジル（3大会ぶり6回目）[143]

## 国内リーグ優勝クラブ

### ヨーロッパ
- イタリア
  - 〈リーグ〉セリエA - インテル（3シーズンぶり20回目）
  - 〈女子リーグ〉セリエA - ローマ（2シーズン連続2回目）
- ドイツ
  - 〈リーグ〉ブンデスリーガ - レバークーゼン（初優勝）
  - 〈女子リーグ〉ブンデスリーガ - バイエルン・ミュンヘン（2シーズン連続5回目）
- フランス
  - 〈リーグ〉リーグ・アン - パリ・サンジェルマン（3シーズン連続12回目）
  - 〈女子リーグ〉ディヴィジオン・アン - オリンピック・リヨン（3シーズン連続17回目）
- スペイン
  - 〈リーグ〉ラ・リーガ - レアル・マドリード（2シーズンぶり36回目）
  - 〈女子リーグ〉リーガF - バルセロナ（5シーズン連続9回目）
- イングランド
  - 〈リーグ〉プレミアリーグ - マンチェスター・シティ（4シーズン連続10回目）
  - 〈女子リーグ〉ウィメンズ・スーパーリーグ - チェルシー（5シーズン連続7回目）

## クラブチームによる国際大会
UEFAヨーロッパリーグ 2023-24
- 5月22日（決勝）
  -  アタランタ（初優勝）

AFCチャンピオンズリーグ2023/24
- 5月25日（決勝）
  -  アル・アイン（21年ぶり2回目）

UEFA女子チャンピオンズリーグ 2023-24
- 5月25日（決勝）
  -  バルセロナ（2シーズン連続3回目）

UEFAヨーロッパカンファレンスリーグ 2023-24
- 5月29日（決勝）
  -  オリンピアコス（初優勝）

UEFAチャンピオンズリーグ 2023-24
- 6月1日（決勝）
  -  レアル・マドリード（2シーズンぶり15回目）

FIFAインターコンチネンタルカップ2024
- 12月18日（決勝）
  -  レアル・マドリード（初優勝）

## 日本

### クラブチームによる国内大会

#### 男子
FUJIFILM SUPER CUP 2024
- 2月17日・国立競技場
  - 川崎フロンターレ 1 - 0 ヴィッセル神戸
    - 川崎フロンターレは3年ぶり3回目の優勝

Jリーグ
- 明治安田J1リーグ
  - 2月23日 - 12月8日
    - 優勝 ヴィッセル神戸　勝点：82 
      - ヴィッセル神戸は2年連続2回目の優勝

- 明治安田J2リーグ
  - 2月24日 - 11月10日
    - 優勝 清水エスパルス　勝点：82 
      - 清水エスパルスは初優勝

- 明治安田J3リーグ
  - 2月24日 - 11月24日
    - 優勝 大宮アルディージャ　勝点：85
      - 大宮アルディージャは初優勝

第60回全国社会人サッカー選手権大会
- 決勝 10月23日・布引グリーンスタジアム
  - JAPANサッカーカレッジ 1 - 0 FC徳島
    - JAPANサッカーカレッジは初優勝[144]

2024JリーグYBCルヴァンカップ
- 決勝　11月2日・国立競技場
  - 名古屋グランパス 3（PK5 -4） 3 アルビレックス新潟
    - 名古屋グランパスは3年ぶり2回目の優勝

第26回日本フットボールリーグ
- 3月10日 - 11月24日
  - 優勝 栃木シティFC 勝点：64
    - 栃木シティFCは初優勝

天皇杯 JFA 第104回全日本サッカー選手権大会
- 決勝　11月23日・国立競技場
  - ヴィッセル神戸 1 - 0 ガンバ大阪
    - ヴィッセル神戸は5大会ぶり2回目の優勝

全国地域サッカーチャンピオンズリーグ2024
- 11月8日 - 24日
  - 優勝 飛鳥FC
    - 飛鳥FCは初優勝

#### 女子
皇后杯 JFA 第45回全日本女子サッカー選手権大会
- 決勝 1月27日・ヨドコウ桜スタジアム
  - INAC神戸レオネッサ 1 (PK:6 - 5) 1 三菱重工浦和レッズレディース
    - INAC神戸レオネッサは7大会ぶり7回目の優勝

WEリーグ2023-24
- 2023年11月1日 - 2024年5月25日
  - 優勝 三菱重工浦和レッズレディース　勝点:57
    - 三菱重工浦和レッズレディースは2シーズン連続2回目の優勝

プレナスなでしこリーグ1部
- 3月16日 - 10月20日
  - 優勝 ヴィアマテラス宮崎　勝点:49
    - ヴィアマテラス宮崎は初優勝

プレナスなでしこリーグ2部
- 3月16日 - 10月26日
  - 優勝 岡山湯郷Belle　勝点:62
    - 岡山湯郷Belleは20年ぶり2回目の優勝

2024-25 WEリーグ・クラシエカップ
- 決勝・12月29日・国立競技場
  - サンフレッチェ広島レジーナ 1 - 0 INAC神戸レオネッサ
    - サンフレッチェ広島レジーナは2大会連続2回目の優勝

#### 学生・ユースクラブ
第32回全日本大学女子サッカー選手権大会
- 決勝 1月6日 - 味の素フィールド西が丘
  - 山梨学院大学（関東第1/山梨） 3 - 2 早稲田大学（関東第2/東京）
    - 山梨学院大学は初優勝

第32回全日本高等学校女子サッカー選手権大会
- 決勝 1月7日・ノエビアスタジアム神戸
  - 藤枝順心高校（東海第1/静岡） 3 - 0 十文字高校（関東第2/東京）
    - 藤枝順心高校は2年連続7回目の優勝

JFA 第27回全日本U-18女子サッカー選手権大会
- 決勝 1月8日・J-GREEN堺 S1
  - セレッソ大阪ヤンマーガールズU-18（関西第1/大阪） 1 - 0 日テレ・東京ヴェルディメニーナ（関東第1/東京）
    - セレッソ大阪ヤンマーガールズU-18は2年ぶり4回目の優勝

第102回全国高等学校サッカー選手権大会
- 決勝 1月8日・国立競技場
  - 青森山田（青森） 3 - 1 近江（滋賀)　
    - 青森山田は2年ぶり4回目の優勝

第48回日本クラブユースサッカー選手権 (U-18)大会
- 決勝 7月31日・味の素フィールド西が丘
  - ガンバ大阪ユース（関西第1・ 大阪） 3 - 2 川崎フロンターレU-18（関東第4・神奈川)　
    - ガンバ大阪ユースは2年連続5回目の優勝

令和6年度全国高等学校総合体育大会
- 男子決勝 8月3日・福島県双葉郡広野町・Jヴィレッジスタジアム
  - 昌平（埼玉）  3- 2神村学園(鹿児島）
    - 昌平は初優勝。
- 女子決勝 8月3日・北海道室蘭市・日鋼室蘭スポーツパーク　
  - 藤枝順心（静岡） 2 - 0 大商学園（大阪）　
    - 藤枝順心は2年連続3回目の優勝

高円宮杯 JFA U-18サッカープレミアリーグ 2024 ファイナル
- 決勝 12月15日・埼玉スタジアム2002
  - 大津高校（プレミアリーグWEST） 3  -  0 横浜FCユース（プレミアリーグEAST）[145]
    - 大津高校は初優勝。

#### フットサル
Fリーグ2023/2024 ディビジョン1
- 2023年5月27日 - 2024年1月14日
  - 優勝 名古屋オーシャンズ
    - 名古屋オーシャンズは7シーズン連続16回目の優勝

JFA 第29回全日本フットサル選手権大会
- 2月24日 - 3月3日
  - 優勝 名古屋オーシャンズ
    - 名古屋オーシャンズは5年ぶり6回目の優勝

Fリーグ オーシャンカップ2024
- 5月19日・名古屋金城ふ頭アリーナ
  - 名古屋オーシャンズ 4 (延長) 3 ペスカドーラ町田
    - 名古屋オーシャンズは6大会連続11回目の優勝

## 死去
カッコ内は生年
- 1月4日 -  横山知伸（* 1985年）[148]、川崎フロンターレ、セレッソ大阪、大宮アルディージャ、北海道コンサドーレ札幌、ロアッソ熊本、FC岐阜元選手、サッカー指導者
- 1月5日 -  マリオ・ザガロ（* 1931年）[149]、元ブラジル代表選手、監督
- 1月7日 -  フランツ・ベッケンバウアー（* 1945年）[150]、元旧西ドイツ代表選手、監督
- 1月15日 -  丸山義行（* 1931年）[151]、国際審判員、日本人初のワールドカップ審判
- 1月28日 -  ルイス・テハダ（* 1982年）[152]、元パナマ代表選手
- 2月9日 -  大畠襄（* 1930年）[153]、医師、スポーツドクター
- 2月20日 -  アンドレアス・ブレーメ（* 1960年）[154]、元旧西ドイツ代表選手
- 2月22日 -  アルトゥール・ジョルジェ（* 1946年）[155]、元ポルトガル代表選手
- 4月11日 -  植木繁晴（* 1954年）[156]、湘南ベルマーレ・モンテディオ山形・ザスパ草津元監督、ザスパ草津元GM
- 6月15日 -  マティヤ・シャルキッチ（* 1997年）[157]、モンテネグロ代表選手
- 8月26日 -  スヴェン＝ゴラン・エリクソン（* 1948年）[158]、元イングランド代表監督
- 8月31日 -  ソル・バンバ（* 1985年）[159]、元コートジボワール代表選手
- 9月5日 -  横手敏夫（*1945年）[160] ギラヴァンツ北九州 元社長
- 9月18日 - 　サルヴァトーレ・スキラッチ（*1964年）[161]、元イタリア代表選手、ジュビロ磐田元選手
- 10月9日 - 　ジョージ・バルドック（*1993年）[162]、ギリシャ代表選手
- 10月25日 - 　ゼ・カルロス（*1967年）[163]、元ブラジル代表選手
- 10月28日 -  野呂輝久（*1954年）[164] ガンバ大阪 元社長